# Elisabeth Pfeiler
Elisabeth Pfeiler (* 1961 in Bad Leonfelden, Oberösterreich als Elisabeth Presenhuber) ist eine österreichische Chorleiterin, Musikerin und Dirigentin.

## Leben
Nach der Matura am Oberstufenrealgymnasium in Bad Leonfelden studierte sie Musik am Brucknerkonservatorium Linz insbesondere Instrumental- und Gesangspädagogik, weitere Studien in den Hauptfächern Querflöte, Oboe und Klavier. Sie war als Pädagogin an der Landesmusikschule Freistadt für die Fächer Querflöte, Ensemblespiel und Theorie tätig sowie Hauptfachlehrerin in der Chorleiterausbildung an der Landesmusikschule Freistadt. 
Sie gründete 1989 den Amateurchor Leonfeldner Kantorei,  den sie bis 2008 leitete und mit dem sie Konzertreisen  nach Namibia, Brasilien, Mexiko, in die Bundesrepublik Deutschland, in die USA, nach Südafrika und Kuba unternahm.
2005 wurde ihr das Bronzene Ehrenzeichen der Stadtgemeinde Bad Leonfelden für ihre fünfzehnjährige Tätigkeit als Chorleiterin der Leonfeldner Kantorei verliehen. Neben der Leonfeldner Kantorei leitete sie die Chorgemeinschaft Freistadt (1999 bis 2001; 2007 bis 2008). Auf
der CD-Produktion The Pyromanic Symphony der Leonfeldner Kantorei mit Lanvall (Arne Stockhammer) trat sie auch als Instrumentalistin auf der Flöte hervor. Weiterhin war sie als Jurorin beim Nachwuchswettbewerb Prima la musica tätig.